# Вуоласранта, Миранда
Миранда Вуоласранта (фин. Miranda Vuolasranta; род. 1959) — финская активистка цыганского происхождения, учитель цыганского языка и эксперт по правам цыган. Президент Европейского форума цыган и кочевников.

## Биография
Миранда Вуоласранта родилась в 1959 году. Она выросла в традиционной цыганской семье, говоря на финском, шведском и цыганском языках. Имела четыре брата и сестры. Родители Вуоласранты являлись безграмотными, однако они поощряли получение образования.
В молодости учителя посоветовали Миранде игнорировать свою цыганскую идентичность, чтобы добиться успеха в финском обществе. Она получила диплом учителя цыганского языка и истории после учёбы в Швеции в 1970-х годах. Работая учителем, она стала защитником прав цыган, сначала в составе рабочей группы по иммиграции финских цыган в Швецию, где она и проживала. В 1980-х годах Вуоласранта вернулась в Финляндию и начала использовать журналистику как средство защиты цыганских общин. В 1989 году она начала работать в Финском национальном консультативном совете по делам цыган в качестве представителя организации «Romano Missio».
В 1990-е годы деятельность Миранды Вуоласранты продолжалась. В 1995 году она работала над составлением учебных материалов по цыганскому языку для школ. Она прямо заявила о необходимости для СМИ и школ Финляндии выполнять свои юридические обязательства по предоставлению переводов для цыганскоязычных общин. В 1997 году Вуоласранта стала сотрудником по планированию Национального консультативного совета по делам цыган, а в 1998 году стала генеральным секретарём Консультативного совета по делам цыган при министерстве социального обеспечения и здравоохранения — первым человеком цыганской национальности, занявшим эту должность.
С 2002 по 2006 год Миранда Вуоласранта работала над вопросами, касающимися цыган, в Совете Европы в Страсбурге. С 2008 по 2012 год была исполнительным директором Национального форума цыган Финляндии. Впоследствии она работала в министерстве иностранных дел Финляндии и с 2013 по 2015 год в качестве сотрудника по вопросам политики в Европейской комиссии. Занимала ряд других должностей, в том числе председателя Европейского форума цыган. С 2020 года была президентом Европейского форума цыган и кочевников (ERT).
В 2020 году на посту президента ERTF Миранда Вуоласранта сделала заявление, в котором призвала цыганский народ объединиться для борьбы с пандемией, признав при этом, что многие общины цыган подвергаются высокому риску заражения COVID-19.

## Критика
Несколько видных членов финского цыганского сообщества, в том числе художница Киба Лумберг, певец Райнер Фриман) и писатель Вейо Бальтзар, раскритиковали Маринду Вуоласранту и предположили, что она возглавляет консервативных цыган, которые стремятся преуменьшить проблемы и исключить критические голоса. В 2008 году Вуоласранте пришлось заплатить штраф после того, как Киба Лумберг обвинила её в клевете.

## Награды
- Премия «Золотое колесо» (2007) — Международный союз цыган[3];
- Премия борца за права человека (2012) — Финская лига прав человека[3].